# Hashim Jalilul Alam Aqamaddin
Sultan Paduka Seri Hashim Sahibul Bakar Jalilul Alam Aqamaddin (Brunei Town, 1825 – Brunei Town, maggio 1906) è stato un sovrano bruneiano.
È stato il 25º Sultano del Brunei dal 1885 al 1906, anno della sua morte, succedendo al cugino Momon Ali dopo un breve periodo da Principe Reggente. Fu confermato con il Kris Si Naga, il leggendario pugnale damascato simbolo del potere sul Brunei.
Figlio del Sultano Omar Ali Saifuddin II, prima di diventare Sultano era stato uno dei quattro Wazir in Malesia Sud ed era conosciuto come Pengiran Temenggong Sahibul Bahar Anak Hashim. Era il nipote del Primo Ministro ed erede al trono Raja Pengiran Muda Hashim (che pure ebbe un figlio) nonché del governatore di Sarawak Raja Pengiran Indera Mahkota (in quanto figlio di Fatimah Paduka Sri Sultan Aqamaddin, sorella di sua madre Kenchana). Un fatto curioso visto che i due re furono acerrimi nemici in Sarawak. Soprattutto in quanto discendente di Paduka e Mahkota, vantava parentele dirette con il vicino sultanato di Sambas, ormai in mano agli Olandesi.
Sotto il suo regno numerosi territori (Trusan, Limbang e Lawas) furono venduti al reame di Sarawak dei Raja Brooke, che si espanse notevolmente a spese del sultanato, fino a metterlo in posizione subalterna. Fu lui ad accettare il protettorato inglese nel 1888, pur conservando l'indipendenza, per proteggersi dalle mire olandesi. Il declino del sultanato coincise con la massima espansione di Sarawak nel 1905.